# Меланжист (футбольний клуб)
Футбольний клуб «Меланжист» або просто «Меланжист» (рос. Футбольный клуб «Меланжист» Егорьевск)  — радянський футбольний клуб з міста Єгор'євськ. Заснований не пізніше 1936 року.

## Хронологія назв
- 1936—1951 — «Червоний прапор»;
- 1968—1969 — «Меланжист».

## Історія
Футбольний клуб «Меланжист» засновано не пізніше 1936 року в місті Єгор'євськ під назвою «Червоний прапор». У 1936 році команда дебютувала в Кубку СРСР, де в 1/64 фіналу в додатковий час перемогла київський «Арсенал». В наступному раунді колектив повинен був зустрітися з київським «Динамо», але єгоровська команда вімовилася грати проти киян і знялася з турніру. Наступного року знову клуб знову взяв участь у Кубку СРСР, але пройти далі 1/164 фіналу так і не вдалося.
У 1948 році «Червоний прапор» дебютував у чемпіонаті РРФСР серед КФК, де став бронзовим призером Підмосковної зони. Цей результат так і залишився найкращим за період виступів у чемпіонаті РРФСР. Наступного року в турнірі не грав. У 1950 та 1951 роках знову грав у Підмосковній групі, але жодних вагомих успіхів у турнірі не мав. По завершенні сезону 1951 року команду розформували.
У 1968 році єгоровський клуб відродили під назвою «Меланжист». Команда одразу ж отримала місце в 9-й зоні РРФСР серед команду Класу «Б». Той сезон команда провела не дуже вдало, оскільки посіла 13-е місце серед 15-и команд-учасниць. Проте незважаючи на скромні успіхи в турнірі, «Меланжист» продовжив виступи в турнірі й наступного сезону. Команда посіла 9-е місце серед 16-и команд у своїй зоні класу «Б». Також «Меланжист» виступав у кубку СРСР, де дійшов до 1/8 фіналу кубку РРФСР. По завершенні сезону 1969 року команду розформували.

## Досягнення
- Друга ліга СРСР
  - 8-е місце (1): 1969 (зональний турнір РРФСР класу «Б»)

- Кубок СРСР
  - 1/32 фіналу (2): 1936, 1937